# Болд Ноб (Арканзас)
Болд Ноб (енгл. Bald Knob) град је у америчкој савезној држави Арканзас.

## Демографија
По попису из 2010. године број становника је 2.897, што је 313 (-9,8%) становника мање него 2000. године.
| Група             | 2000.         | 2010.         |
| Белци             | 2.834 (88,3%) | 2.545 (87,8%) |
| Афроамериканци    | 195 (6,1%)    | 136 (4,7%)    |
| Азијати           | 19 (0,6%)     | 8 (0,3%)      |
| Хиспаноамериканци | 102 (3,2%)    | 139 (4,8%)    |
| Укупно            | 3.210         | 2.897         |